# Xã Archey Valley, Quận Van Buren, Arkansas
Xã Archey Valley (tiếng Anh: Archey Valley Township) là một xã thuộc quận Van Buren, tiểu bang Arkansas, Hoa Kỳ. Năm 2010, dân số của xã này là 144 người.